# 吴德立
吴德立（1946年—），汉族，中华人民共和国政治人物、第十一届全国政协委员。
加入中国国民党革命委员会，担任吴兆麟基金会会长、兆麟律师事务所律师。2008年，当选第十一届全国政协委员，代表社会科学界，分入第三十二组。